# Winston-Salem Open 2023 - Qualificazioni singolare
Le qualificazioni del singolare del Winston-Salem Open 2023 sono state un torneo di tennis preliminare per accedere alla fase finale. I vincitori dell'ultimo turno sono entrati di diritto nel tabellone principale. In caso di ritiro di uno o più giocatori aventi diritto a questi sono subentrati gli alternate, coloro che vengono ammessi al tabellone principale a causa dell'assenza di un lucky loser che possa sostituire il giocatore ritirato.

## Teste di serie
1. Adam Walton (primo turno)
2. Illja Marčenko (qualificato)
3. Mitchell Krueger (qualificato)
4. Nick Hardt (primo turno)

1. Nick Chappell (primo turno)
2. Omni Kumar (ultimo turno, lucky loser)
3. Ulises Blanch (primo turno)
4. Stefan Kozlov (primo turno)

## Qualificati
1. Darian King
2. Illja Marčenko

1. Mitchell Krueger
2. Thai-Son Kwiatkowski

### Lucky loser
1. Strong Kirchheimer
2. Omni Kumar

1. Andrej Kuznecov

## Tabellone

### Sezione 1
|  | Primo turno | Primo turno        | Primo turno        | Primo turno | Primo turno |  |  | Ultimo turno | Ultimo turno       | Ultimo turno | Ultimo turno | Ultimo turno |  |
|  |             |                    |                    |             |             |  |  |              |                    |              |              |              |  |
|  | 1           | Adam Walton        | Adam Walton        | 5           | 3           |  |  |              |                    |              |              |              |  |
|  | Alt         | Strong Kirchheimer | Strong Kirchheimer | 7           | 6           |  |  | Alt          | Strong Kirchheimer | 6            | 4            | 61           |  |
|  | Alt         | Darian King        | 2                  | 6           | 6           |  |  | Alt          | Darian King        | 2            | 6            | 7            |  |
|  | 7/Alt       | Ulises Blanch      | 6                  | 4           | 3           |  |  |              |                    |              |              |              |  |

### Sezione 2
|  | Primo turno | Primo turno    | Primo turno    | Primo turno | Primo turno |  |  | Ultimo turno | Ultimo turno   | Ultimo turno   | Ultimo turno | Ultimo turno |  |
|  |             |                |                |             |             |  |  |              |                |                |              |              |  |
|  | 2           | Illja Marčenko | Illja Marčenko | 6           | 6           |  |  |              |                |                |              |              |  |
|  | WC          | Filippo Moroni | Filippo Moroni | 3           | 4           |  |  | 2            | Illja Marčenko | Illja Marčenko | 6            | 6            |  |
|  | WC          | Robin Haase    | 1              | 6           | 5           |  |  | 6            | Omni Kumar     | Omni Kumar     | 4            | 4            |  |
|  | 6           | Omni Kumar     | 6              | 1           | 7           |  |  |              |                |                |              |              |  |

### Sezione 3
|  | Primo turno | Primo turno              | Primo turno      | Primo turno | Primo turno |  |  | Ultimo turno | Ultimo turno             | Ultimo turno             | Ultimo turno | Ultimo turno |  |
|  |             |                          |                  |             |             |  |  |              |                          |                          |              |              |  |
|  | 3           | Mitchell Krueger         | Mitchell Krueger | 6           | 6           |  |  |              |                          |                          |              |              |  |
|  | Alt         | Aleksej Zacharov         | Aleksej Zacharov | 4           | 2           |  |  | 3            | Mitchell Krueger         | Mitchell Krueger         | 6            | 6            |  |
|  | Alt         | Iñaki Montes de la Torre | 3                | 6           | 6           |  |  | Alt          | Iñaki Montes de la Torre | Iñaki Montes de la Torre | 2            | 3            |  |
|  | 8           | Stefan Kozlov            | 6                | 1           | 3           |  |  |              |                          |                          |              |              |  |

### Sezione 4
|  | Primo turno | Primo turno          | Primo turno          | Primo turno | Primo turno |  |  | Ultimo turno | Ultimo turno         | Ultimo turno         | Ultimo turno | Ultimo turno |  |
|  |             |                      |                      |             |             |  |  |              |                      |                      |              |              |  |
|  | 4           | Nick Hardt           | Nick Hardt           | 65          | 3           |  |  |              |                      |                      |              |              |  |
|  | PR          | Thai-Son Kwiatkowski | Thai-Son Kwiatkowski | 7           | 6           |  |  | PR           | Thai-Son Kwiatkowski | Thai-Son Kwiatkowski | 6            | 6            |  |
|  | PR          | Andrej Kuznecov      | Andrej Kuznecov      | 7           | 6           |  |  | PR           | Andrej Kuznecov      | Andrej Kuznecov      | 1            | 0            |  |
|  | 5           | Nick Chappell        | Nick Chappell        | 5           | 1           |  |  |              |                      |                      |              |              |  |